# Неретвляне

Сербские протогосударственные образования в IX веке и западная граница Первого Болгарского царства в кон. X века

Неретвляне (Неречане, Пагане, Моране; серб. Неретљани, Неретвљани, Неретвани, Неретванци, Пагани, хорв. Neretljani, Neretvljani, Neretvani, Neretvanci, Pagani) — небольшое славянское племя, которое в середине VII сформировалось на землях между Сетиной и Неретвой на побережье Адриатического моря к востоку от Сплита.
Происхождение неретвлян неясно. Византийский император Константин Багрянородный считал неретвлян одним из сербских племен. По другой версии, они могут быть как хорватским племенем, которое прибыло на Балканы во время главной миграции после 626 года, так и племенем склавинов, которое ранее перебралось сюда из-за Дуная во время великой склавинской миграции между 609 и 615 годами. Возможно, племя образовалось в результате смешения этих двух славянских миграций.
В начале догата Джиованни Партечиачи (829–836) нарентяне заключили мирный договор с венецианским дожем по вопросу о безопасности плавания в Адриатическом море. После обоюдных нападений новый мирный договор был заключён между венецианским дожем Орсо Партечиачи (864–881) и хорватский князь Домагоем (863–876). Нарентяне, считавшие себя свободными от всяких обязательств по отношению к Венеции, продолжали грабить приморские города, а 18 сентября 887 года в морском сражении с ними погиб венецианский дож Пьетро Кандиано. В восьмидесятые годы X века венецианские купцы платят славянским князьям ежегодные взносы, именуемые census. Пьетро Орсеоло II, ставшийся дожем в 991 году, распорядился прекратить эти взносы, а затем захватил остров Паг.

## Неретвлянские правители
Истории известно несколько южнославянских правителей Пагании — земель, население которых промышляло пиратством.
- Дражко (Drosaico, Drosaik) — жупан Пагании или Моравии с ок. 836 по 839 год и позднее. В те времена (с 823 года) Пагания находилась под властью Сербии. В 839 году дож Пьетро Традонико заключил мирное соглашение с князем Приморской Хорватии Миславом. Тогда же он шел с большим флотом в направлении Пагании.
- Людислав (Ljudislav, Liuditus sclavus) — соправитель или преемник Дражко. Носил титул «принцепса Неретвлянии». Он вёл успешное сражение против Пьетро Традонико в 840 году, где венецианец потерял несколько сотен человек. Спустя некоторое время неретвляне в лице Дражко и венецианцы заключили на островах мирное соглашение, которое положило конец пиратству против Венеции.
- Унеслав (Uneslav) и Диодор (Diodor) — под их руководством неретвляне осуществляли набеги на венецианские границы вскоре после этого.